# Whiteway
Whiteway es un pueblo canadiense situado en la provincia de Terranova y Labrador.

## Superficie
Whiteway tiene una superficie de 22,53 km².

## Demografía
En 2021, tenía 351 habitantes, una densidad poblacional de 15,6 hab./km², y 174 viviendas.